# 云襄传
《云襄傳》，2023年中国大陆古装电视剧。根据方白羽新武侠系列小说《千门》改编，由游达志执导，陳曉、毛曉彤、唐曉天、許齡月、劉冠麟领衔主演。于2023年5月1日在爱奇艺及腾讯视频播出。

## 播出时间

### 首播
| 頻道          | 所在地   | 播出日期                    | 播出时间                                                                                     | 備註                                                |
| 爱奇艺        | 中国大陆 | 2023年5月1日                | 会员 首周每天更新2集，首更6集。5月9日起，每周四至周日更新2集。 非会员 每天更新1集，首更2集。 | VIP会员抢先看首6集                                  |
| 腾讯视频      | 中国大陆 | 2023年5月1日                | 会员 首周每天更新2集，首更6集。5月9日起，每周四至周日更新2集。 非会员 每天更新1集，首更2集。 | VIP会员抢先看首6集                                  |
| IQIYI国际版   | 海外     | 2023年5月1日                | 会员 首周每天更新2集，首更6集。5月9日起，每周四至周日更新2集。 非会员 每天更新1集，首更2集。 | VIP会员抢先看首6集                                  |
| iQIYI HD      | 马来西亚 | 2023年5月3日                | 周一至周五 20:00-22:00，连播两集                                                             | 全球电视首播 “频道300”                              |
| VieON         | 越南     | 2023年5月8日                | 周一至周四更新集数                                                                           | 原音播出，备越南文字幕                              |
| Rakuten Viki  | 美国     | 2023年6月9日                | 每日上线                                                                                     | 北美地区 原音版，备英文字幕                         |
| ST KungFu     | 非洲     | 2023年6月29日               | 星期一至五 19:10                                                                             | 配音版                                              |
| HOY TV        | 香港     | 2023年7月17日               | 星期一至五 21:30-22:30                                                                       | “频道77” 粵語配音版，備繁體中文字幕，剪輯為35集版本 |
| HUB娱家戏剧台 | 新加坡   | 2023年8月9日                | 星期一至五 21:00-22:00                                                                       | 频道855                                             |
| HTV7          | 越南     | 2023年11月1日               | 每周一至六 13:00-14:00                                                                       | 越南配音版                                          |
| Bayon TV      | 柬埔寨   | 2024年3月1日                | 每日更新                                                                                     | 配音版                                              |
| 新传媒8频道   | 新加坡   | 2024年7月12日               | 星期一至五 23:00-00:00                                                                       | 原音版                                              |
| 中天娛樂台    | 臺灣     | 2024年9月24日-              | 星期一至五 21:00-22:00                                                                       |                                                     |
| 龍華偶像台    | 臺灣     | 2024年9月23日               | 星期一至五 20:00-22:00                                                                       | MOD353                                              |
| 中視主頻      | 臺灣     | 2025年1月15日-2025年2月18日 | 星期一至五 20:00-22:00                                                                       | 連播兩集                                            |

## 劇情大綱
江湖流傳有一門派，名喚「千門」。其門人極具聰慧，上可安邦定國，下可守護蒼生。但是物極則必反，因擾亂社稷之因，引發天威天怒，其中一派尚武，誓死對抗朝廷，化名為「凌淵」。另一派則遠離朝綱，入世從商，化名為「雲臺」。雲臺、凌淵，同根同源，自此於後百年，齊齊相爭不休。
劇目歷史時空：天慶二十一年至四十一年間。
地理位置概述：
江北—北都、凌淵閣、江北城。
江南—南都、江南城。
浙東—
其他：洋州、徽州、越州、漳州、雲臺門。

## 演员列表

### 領銜主演
| 演員                             | 角色           | 简介 | 粵語配音            |
| 陳曉 少年：肖添仁                | 云襄／駱文佳   | 駱家莊少主→門主親傳弟子→連昇坊東家→雲台總轄南都事務 三十岁，云襄眼媚，手快，长于辞令，智计无双，谋略无人能敌，他看似玩世不恭，实则多疑敏感，心机千重，但内心深处坚守仁人志士的灵魂底色，果敢深邃，心怀天下。浊世翩翩佳公子，一袭弱衣浑身谋略，运筹帷幄间定风波，平天下。虽然身世经历坎坷波折，但雲襄并未拘泥于自身的仇恨之中，而是以家国大义为怀，凭一己之力来捍卫正义、惩强除恶，在内忧外患中力挽狂澜，粉碎了各派阴谋。                                  | 陳漢祺 少年：王慧珠 |
| 毛曉彤                           | 舒亚男／寇蓮衣 | 二十五岁，一名劲飒女侠，聪颖过人，武功卓绝，狠字当头，行事为人果敢利落，手起刀落快意恩仇。據蘇鳴玉所述，刀法类似昔日南都舒家镖局的牵星刀法，身法像是前朝的金翼密探之绝学，後者是只有凌渊才能學到的功法。善于识毒用毒，尤其凌渊的不传之密 龙字号奇毒，使用赤龙涎分別與康乔及濟善堂老板娘過招，亦識得濟善堂老板娘使用的游龙影，且於唐笑府中地牢未中醉龍散之毒。本名寇蓮衣，实为凌渊阁主寇颜长女，寇元杰的姐姐。她与云襄接触之初，实为利用，最终却动了真情。 | 王慧珠              |
| 唐曉天                           | 蘇鳴玉         | 世家公子→連昇坊東家→新任南都商會會長→被卸任 二十五岁，南都世家公子，薄千金，重情义，生性单纯，厌恶商道，从小养尊处优，一心渴望仗剑江湖，功夫了得，却能读懂天下武功。 | 梁皓翔              |
| 許齡月 童年：陳思嘉              | 柯夢蘭         | 連昇坊女博头→連昇坊掌櫃→南都商會會長夫人→被卸任 二十五岁，艳绝南都，风情风骨并重，性情刚烈，虽为贱籍，却内藏傲骨、有情有义，不奉迎权贵。 | 梁倩蘅              |
| 劉冠麟 童年：趙繼陽 青年：史迪文 | 金彪（金十兩） | 刀客 三十五岁，行走江湖的刀客，在江湖號稱「金十兩」。武功绝顶；有洋洲第一快刀之称，乍看猛张飞，实则狡黠细腻，偶尔多愁善感，好酒爱财，却侠胆柔情，暗中资助同行餘留之遺孤，後喜歡丫鬟天胡。 | 陳啟熾              |

### 南都
| 演員                           | 角色   | 简介 | 粵語配音 |
| 秦嵐 （特邀主演）              | 蘇懷柔 | 南都商會會長→卸任 三十五岁，苏鸣玉长姐，南都丝绸皇商世家苏家的当代家主。从容娴雅，性情温良，聪慧过人，明辨是非。 | 鄧潔麗   |
| 王勁松 （特別主演） 青年：黃鑫 | 戚天風 | 漕帮帮主→卸任 涉及當年的购地风波與駱家庄滅門案。五十岁。白手起家，看似冷峻清瘦，寡言少语，实则心性坚毅，武功绝顶，身懷絕學鐵手夜叉，行事百无禁忌，野心极大。最後負於雲襄之計，被逼自廢武功，且其漕幫兄弟也被關海主全滅。 | 鄧肇基   |
| 惠英紅 （特別出演）            | 寇顏   | 凌渊现任閣主，杀伐果断，為让日渐衰微的凌渊重获新生，無奈重用南宫放，導致後續內亂。後被親兒用計刺殺。 |          |
| 黃海冰 （特別出演）            | 錢榮   | 南都商会大掌柜→卸任 行事沉稳，辅佐苏家两代人，忠心耿耿，是苏怀柔最贴己的帮手，是個隱藏的絕頂高手。 | 袁德基   |
| 阮圣文 （特別出演）            | 嚴駱望 | 白駒鹽場礦監。 | 袁德基   |
| 彭博                           | 莫不凡 | 廣匯莊東家→被毒殺 替雲台收集線報，傳遞書信，與同門闻聪互不來往與干涉。 | 鄧肇基   |
| 劉頔                           | 唐笑   | 南都賭業龍頭，涉及當年的购地风波與駱家庄滅門案。利用賭坊洗白贓銀並透過漕帮運往江北(凌淵)，並推波助瀾使闻聪入獄。後在自家地牢被虐殺。                                                                                     | 李家傑   |
| 任洛敏                         | 闻聪   | 雲台總轄南都事務→被張魁手下射殺 涉及當年的购地风波與駱家庄滅門案，駱家庄發生滅門案之時，將唯一生還的駱文佳（雲襄）救出，送入雲台修行，是其救命恩人，亦是舒亞男的義父。曾经扶持戚天风上位，卻被戚天风恩将仇报，陷害入獄。 | 陳啟熾   |
| 郭依林                         | 天胡   | 柯夢蘭情同姊妹的丫鬟 | 鄧潔麗   |
| 都星言                         | 康喬   | 廣匯莊掌櫃→被刺殺 雲臺演武大師鍾北斗親收關門弟子。 | 李家傑   |
| 郭東海 青年：張初一            | 丁義   | 漕幫幫眾，戚天風管家。後被關海主虐殺。 | 梁皓翔   |
| 楚鎮                           | 葉梟   | 凌淵南都總舵主，南宫放屬下，利用唐笑賭坊洗白贓銀。後遭官兵圍捕而服毒自盡。 |          |
| 宋愷                           | 張魁   | 漕幫幫眾，戚天風手下，被康喬所殺。 | 鄧肇基   |
| 王旭東                         | 阿忠   | 唐笑貼身護衛，倭人，後被要為天胡報仇的金彪斬殺。 |          |
| 王子甲                         | 媚珠   | 唐笑貼身護衛，朝鮮人，刀槍不入，百毒不侵。因自己也是女人，所以很多時候看到唐笑在戲謔其他女人時都看不下去，曾要偷救天胡，奈何她當時已中毒頗深。後死於舒亞男的活血化瘀藥上。                                               |          |
| 王若麟                         | 謝光   | |          |
| 郭野                           | 關海主 | 海寇，與莫不凡有商業往來。後為利益出賣莫不凡，最終與南宫放廝混在一起。 |          |
| 曹馨月                         | 賈氏   | 濟善堂老闆娘。 | 鄧潔麗   |
| 郭昶                           | 賈長安 | 濟善堂老闆。 | 袁德基   |
| 粱佳偉                         | 袁野   | 葉梟属下，想為葉梟復仇並希望南宫放反叛，卻反被南宫放使計利用其表忠心同時又借刀殺人而棄之，派去稟報凌淵閣閣主寇颜，反被寇閣主杀死。                                                                                       |          |

### 北都
| 演員   | 角色     | 简介 | 粵語配音 |
| 寧心   | 明珠郡主 | 福王唯一的女兒，雖常看柳公荃捕人，但卻害怕看到處刑或犯人自盡。後被雲襄派金彪救出火場，以假死脫離福王反叛一案，與柳公荃共赴邊疆。 |          |
| 王子睿 | 柳公荃   | 北都內衛府指揮檢事、親軍都尉府掌直駕侍衛 江南第一神捕，與雲襄合作阻止福王起事反叛。喜歡明珠郡主，後與其共赴邊疆。                |          |
| 黃曉婉 | 郭皇后   | 當朝皇后→太后 |          |
| 于歌   | 李波     | 北都內衛府百戶 柳公荃部下。 |          |

### 雲臺
| 演員   | 角色   | 简介 | 粵語配音 |
| 李洪涛 | 福王   | 門主→自焚 北都一品閒散王爺，封地—洋州。當今聖上四弟，實為雲台門主，與南宮放勾結。因舉事失敗，後以自焚結束生命。 | 陳啟熾   |
| 李小朋 | 鍾北斗 | 演武大師→被刺殺 康喬的師傅，也教會云襄逃十息。                                                                  |          |
|        |        | 云襄的師兄。 | 袁德基   |
|        |        | 陳啟熾 |          |

### 凌淵閣
| 演員   | 角色   | 简介 | 粵語配音 |
| 冯建宇 | 寇元傑 | 凌渊阁主寇颜的兒子，寇蓮衣的弟弟，曾是少主，衝動莽撞，行事乖戾。遭南宫放慫恿，用計弒母奪閣主之位，並將親姐寇蓮衣送給南宫放作為回禮，後被要為母報仇的寇蓮衣斬殺。 |          |
| 冉旭   | 南宮放 | 洋洲新晋豪門之主→大風號錢莊東家 三十五歲，表面上風度翩翩，但為人心狠手辣，善使陰謀詭計，是云襄灭族之祸的始作俑者。凌淵閣之得力幹將，實為雲臺門主福王安插在凌淵閣的臥底，當年以闻聪做为投名状，利用蘇家引發購地風波使闻聪輸了商戰，從而打入凌渊閣内部。為制衡南都雲台門商會勢力，特至南都開設錢莊。慫恿並助寇元傑弒母奪閣主之位，在要對寇蓮衣輕薄時被她用閹割之計重傷。 |          |
| 厲夢帆 | 畢月烏 | 寇元傑手下，情繫少主，也是寇元傑的暗戀對象。於一役中被充作誘餌，遭南宫放直接無情斬殺，知道後的寇元傑心痛不已。 |          |

### 其他人物
| 演員   | 角色   | 简介 | 粵語配音 |
| 徐郎   | 楊皓然 | |          |
| 田倚凡 | 顧月塵 | |          |
| 來長福 | 邵一衡 | |          |
| 馬洪磊 | 許慶文 | |          |
| 蔡榮   | 燕三   | |          |
| 梁小潤 | 嘉寶   | |          |
| 何羽霄 | 靈煙   | |          |
| 於薇妮 | 小雨   | |          |
| 周書妍 | 阿蕊   | |          |
| 李旸   | 劉公公 | |          |
| 宋婉晴 | 玲兒   | |          |
| 龍溢溢 | 小翠   | |          |
| 韓秋池 | 柴大夫 | 柴記藥鋪的掌櫃。 | 陳啟熾   |
| 任學海 | 苏令和 | 前任南都商會會長 苏怀柔與苏鸣玉的父親，涉及當年的购地风波與駱家庄滅門案，為與闻聪争夺南都的商业话语权，蘇家接待來客南宮放之後，散布了朝廷要开放海禁的謠言，並沿海低價購買地皮，最后几经倒手高价卖给闻聪，导致高价買地的闻聪严重亏损元气大伤输的血本无归，苏家是最大的受益者。 |          |
|        |        | 文佳已去世的父親。 | 梁皓翔   |
|        |        | 在柴記藥鋪欲賒藥錢的人。 | 梁皓翔   |
|        |        | 假扮海寇搶劫云襄的官匪。 | 梁皓翔   |
|        |        | 袁德基 |          |
|        |        | 鹽場黑牢的官兵。 |          |
|        |        | 梁皓翔 |          |
|        |        | 陳啟熾 |          |
|        |        | 與云襄一起收拾官匪的人。 |          |
|        |        | 在賭場圍觀的人。 |          |
|        |        | 駱府看門的人。 |          |
|        |        | 賭坊的賭徒。 | 李家傑   |

## 电视剧歌曲

### 中国大陆
| 《云襄传》电视剧原声带 | 《云襄传》电视剧原声带 | 《云襄传》电视剧原声带 | 《云襄传》电视剧原声带 | 《云襄传》电视剧原声带 | 《云襄传》电视剧原声带 |
| 曲序                   | 曲目                   |                        | 作曲                   | 编曲                   | 演唱                   |
| ---------------------- | ---------------------- | ---------------------- | ---------------------- | ---------------------- | ---------------------- |
| 1.                     | 云字诀（主题曲）       | 二白@万物和声          | 翟子千                 | Maosir（王茂盛）       | 摩登兄弟刘宇宁         |
| 2.                     | 心门（插曲/片尾曲）    | 汪苏泷                 | 汪苏泷                 | 韦星弟                 | 汪苏泷                 |
| 3.                     | 幻梦（插曲）           | 赵素冰                 | 姜海威/芦全瑞          | 王子堃@24H. Studio     | 不才                   |

### 香港
| 《雲襄傳》劇集音樂 | 《雲襄傳》劇集音樂             | 《雲襄傳》劇集音樂 | 《雲襄傳》劇集音樂 | 《雲襄傳》劇集音樂 | 《雲襄傳》劇集音樂 |
| 曲序               | 曲目                           |                    | 作曲               | 编曲               | 演唱               |
| ------------------ | ------------------------------ | ------------------ | ------------------ | ------------------ | ------------------ |
| 1.                 | 心甘情願（主題曲/插曲/片尾曲） | 王仲傑、梁惠妍     | DC                 | 黃兆銘             | 梁樂童             |

## 獎項
| 年份 | 頒獎典禮               | 獎項         | 入圍者     | 结果 |
| ---- | ---------------------- | ------------ | ---------- | ---- |
| 2024 | 2024首都電視節目春推會 | 年度優秀劇集 | 《云襄传》 | 獲獎 |